# نیپلز (داکوتای جنوبی)
نیپلز(به انگلیسی: Naples) شهری در ایالت داکوتای جنوبی کشور ایالات متحده آمریکا است که جمعیت آن در سرشماری سال ۲۰۱۰ میلادی، ۴۱ نفر بوده‌است.